# Grammy Award de la meilleure chanson R&B progressif
Le Grammy Award de la meilleure chanson R&B progressif (Best Progressive R&B Album) est une récompense décernée lors des cérémonies annuelles des Grammy Awards décernée à la chanson R&B progressif de l'année.

## Lauréats
| Année | Artiste                                 | Titre               |
| ----- | --------------------------------------- | ------------------- |
| 2022  | Lucky Daye                              | Table For Two       |
| 2023  | Steve Lacy                              | Gemini Rights       |
| 2024  | SZA                                     | SOS                 |
| 2025  | NxWorries (Anderson .Paak et Knxwledge) | Why Lawd?           |
| 2025  | Avery*Sunshine                          | So Glad To Know You |